# Polar (película)
Polar es una película de acción neo-noir estadounidense-alemana basada en la novela negra del mismo nombre, estrenada en Netflix el 25 de enero de 2019. Una copia en alta calidad de la película se filtró en la red casi una semana antes del estreno oficial en dicha plataforma. El filme fue dirigido por Jonas Åkerlund y escrito por Jayson Rothwell, y contó con las actuaciones de Mads Mikkelsen, Vanessa Hudgens y Katheryn Winnick. La película es la adaptación del cómic Polar (Norma Editorial) escrito y dibujado por el español Víctor Santos.

## Argumento
En un lugar no revelado de Chile, un ex empleado de Damocles; una organización de asesinos, muere a manos de un equipo especializado formado por Sindy; señuelo, Facundo; francotirador y equipo de asalto Alexei, Kurt e Hilde.
Duncan Vizla, conocido como The Black Kaiser, es un empleado de Damocles que se acerca a la jubilación obligatoria en su quincuagésimo cumpleaños. Al hacer contribuciones considerables al fondo de jubilación de su empresa, se le deben más de $ 8 millones el día de su jubilación. Sin que él lo sepa, Blut, propietario de Damocles, planea vender la empresa y está inflando su valor asesinando a sus agentes que se jubilan; adquiriendo así la totalidad de su fondo de jubilación mediante una cláusula en su contrato.
Duncan vive en un pueblo remoto de Montana, donde poco a poco está construyendo una relación con su vecina Camille. Lo atormentan recuerdos de su pasado como asesino e intenta cultivar una vida normal, sin éxito. Después de dar una charla desafortunada en una escuela local sobre países extranjeros y combate, le compra una pistola a Camille y trata de enseñarle a disparar, pero ella parece perturbada por el arma.
Duncan es presionado para aceptar un contrato final por Vivian, un asociado común de él y Blut. Viaja a Bielorrusia para cumplir la misión, donde descubre que fue una trampa para matarlo. Al regresar a Montana, Duncan es perseguido por el equipo de Facundo, a través de su contador y varias direcciones falsas. Después de detenerse para ayudar a Sindy con un auto aparentemente averiado, la pareja regresa a su casa, donde tienen relaciones sexuales. Duncan está atrapado en su casa por el equipo, pero los supera y los mata a todos excepto a Alexei, quien activa el "Plan B" y secuestra a Camille. Duncan descubre esto por medio de la novia de Alexei, "Junkie" Jane, y busca la ayuda de su viejo amigo Porter, quien en cambio lo traiciona y lo droga.
Duncan despierta en la mansión de Blut encadenado y es torturado durante tres días por el propio Blut por matar a Hilde, con quien Blut estaba en una relación. Al mismo tiempo, Jane mantiene a Camille en un estado incoherente inducido por las drogas. Blut apuñala a Duncan con un cuchillo delgado y parte de la hoja se rompe en el reemplazo de cadera de titanio de Duncan. Blut también corta la cara de Duncan y lo apuñala en el ojo izquierdo. De la noche a la mañana, Duncan usa el fragmento de cuchillo para abrir las cerraduras de sus esposas y por la mañana escapa de la mansión, matando a muchos de los hombres de Blut. Viaja a  ver a Jazmín, un viejo amigo suyo, que trata sus heridas y le proporciona armas.
Duncan llama a Vivian y se ofrece a cambio de Camille, lo que ella acepta pero, por orden de Blut, ella lo traiciona y envía un escuadrón de asalto, acompañada por Alexei y ella misma. Duncan le da a Vivian la oportunidad de alejarse, pero ella se niega, y él usa centinelas remotos para matar a toda la fuerza y deja a Vivian herida a su suerte.
Duncan regresa a la mansión de Blut, donde los secuaces restantes de Blut huyen en lugar de enfrentarse a Duncan. Blut espera a Duncan solo, pero es decapitado. Duncan rescata a Camille y regresa a Montana donde la trata.
Cuando despierta una mañana, encuentra recortes de periódicos del asesinato de una familia muchos años antes, que reconoció como un golpe que él mismo llevó a cabo, aunque con mala inteligencia, algo que lo ha perseguido desde entonces. El único sobreviviente de la familia fue una hija pequeña, que creció hasta convertirse en Camille. Se encuentra a punta de pistola y le explica lo que le pasó a Camille antes de decirle que cierre su mente y apriete el gatillo; sin embargo, ella lo perdona. Camille luego le pide a Duncan que la ayude a averiguar quién ordenó la muerte de su padre y él acepta.

## Reparto
- Mads Mikkelsen como Duncan Vizla.
- Vanessa Hudgens como Camille.
- Katheryn Winnick como Vivian.
- Matt Lucas como el señor Blut.
- Josh Cruddas como Alexei.[1][2]
- Ruby O. Fee como Sindy.[1][2]
- Anthony Grant como Facundo.[1][2]
- Robert Maillet como Karl.
- Fei Ren como Hilde.[1][2]
- Inga Cadranel como Regina.
- Pedro Miguel Arce como Pedro González González.
- Johnny Knoxville como Michael Green.
- Richard Dreyfuss como Porter.

## Producción
La película se anunció por primera vez en octubre de 2014 como una adaptación en acción real de la novela gráfica Polar, de Dark Horse Comics, desarrollada por Dark Horse Entertainment y Constantin Films. Jayson Rothwell se encargó de aportar el guion. En octubre de 2017, Mads Mikkelsen fue anunciado como el protagonista de la cinta. En febrero de 2018, Vanessa Hudgens, Katheryn Winnick y Matt Lucas se unieron al reparto con Netflix a bordo para distribuir la película.
El rodaje comenzó el 23 de febrero de 2018 en Toronto, Canadá. También fue filmada en Orono, Ontario.
En septiembre de 2018, el músico Deadmau5 anunció que estaba en el proceso de producir la música original de la película.